# São Domingos (kommun i Brasilien, Paraíba)
São Domingos är en kommun i Brasilien.   Den ligger i delstaten Paraíba, i den östra delen av landet, 1 500 km nordost om huvudstaden Brasília. Antalet invånare är 2 851.
Omgivningarna runt São Domingos är huvudsakligen savann. Runt São Domingos är det ganska glesbefolkat, med 21 invånare per kvadratkilometer.